# Горні Мілановац
Горні Мілановац (серб. Горњи Милановац, Gornji Milanovac) — місто, розташоване в центрі Сербії. До 1859 року мала назву Деспотовац (назва річки, що протікає через місто). Сучасну назву місто отримало згідно з указом князя Милоша Обреновича.

## Історія
Розкопки у Горні-Мілановац показують, що ця область була заселена вже в доісторичні часи. Виявлено залишки поселень іллірійців, фракійців (головним чином даків), в меншій кількості кельтів, готів. На горі Рудник крім старих шахтарських штолень збереглися руїни римського храму, присвяченого богині Терре. З часів Римської імперії та середньовіччя ці землі мали істотне економічне, транспортне і військове значення. Знайдено свідчення перебування на території візантійської адміністрації, пізніше вона входила до складу Середньовічного Королівства Сербія, Сербо-грецького царства, Османської імперії.
Саме місто засноване у 1853 році, причому за планом австрійського інженера з Белграда. Назву місто отримало за назвою річки Деспотовац, але вже у 1859 змінила назву на сучасне через указ князя Милоша Обреновича.
У 1879 відкритий вищий навчальний заклад.
У 1890 відкрита перша друкарня.
У 1892 відкрита окружна лікарня.
Під час двох світових воєн місто було окуповане та зазнало значних руйнувань. Під час бомбардування Югославії силами НАТО у 1999 році у місті постраждала тільки телевежа.

## Економіка
Економічне зростання міста припадає на 1920-ті роки у зв'язку з будівництвом залізниці. У 1922 відкрита кондитерська фабрика. У 1937 побудована ще одна фабрика для виготовлення лукуму та іншої солодкої продукції.
Після звільнення міста від нацистської окупації у 1945 починається індустріалізація регіону. Будується нова кондитерська фабрика (дві старі були знищенні під час бомбардувань), завод по виробництву побутового обладнання, завод по виробництву автозапчастин, хімічне виробництво тощо. На початку 1990-х через зміну політичного режиму та розпад Югославії більшість цих підприємств стали банкрутами. Виключенням став завод «Металац», як був модернізований та кондитерська фабрика, яку викупила мультинаціональна корпорація Swisslion.

## Етнічні групи
| Етнічні групи | Популяція | %      |
| ------------- | --------- | ------ |
| Серби         | 43,453    | 97.85% |
| Цигани        | 178       | 0.40%  |
| Чорногорці    | 81        | 0.18%  |
| Македонці     | 49        | 0.11%  |
| Хорвати       | 34        | 0.08%  |
| Югослави      | 31        | 0.07%  |
| Інші          | 580       | 1.31%  |
| Разом         | 44,406    |        |

## Спорт
У місті функціонують спортивні команди з баскетболу, гандболу, волейболу та звичайно футболу. Місцевий футбольний клуб «Металац» заснований у 1961 році та виступає в найвищому дивізіоні Сербії.